# Anomaluromorpha
Gli Anomaluromorfi (Anomaluromorpha Bugge, 1974) sono un sottordine dell'ordine dei Roditori che comprendono gli anomaluri e la lepre saltatrice del Capo.

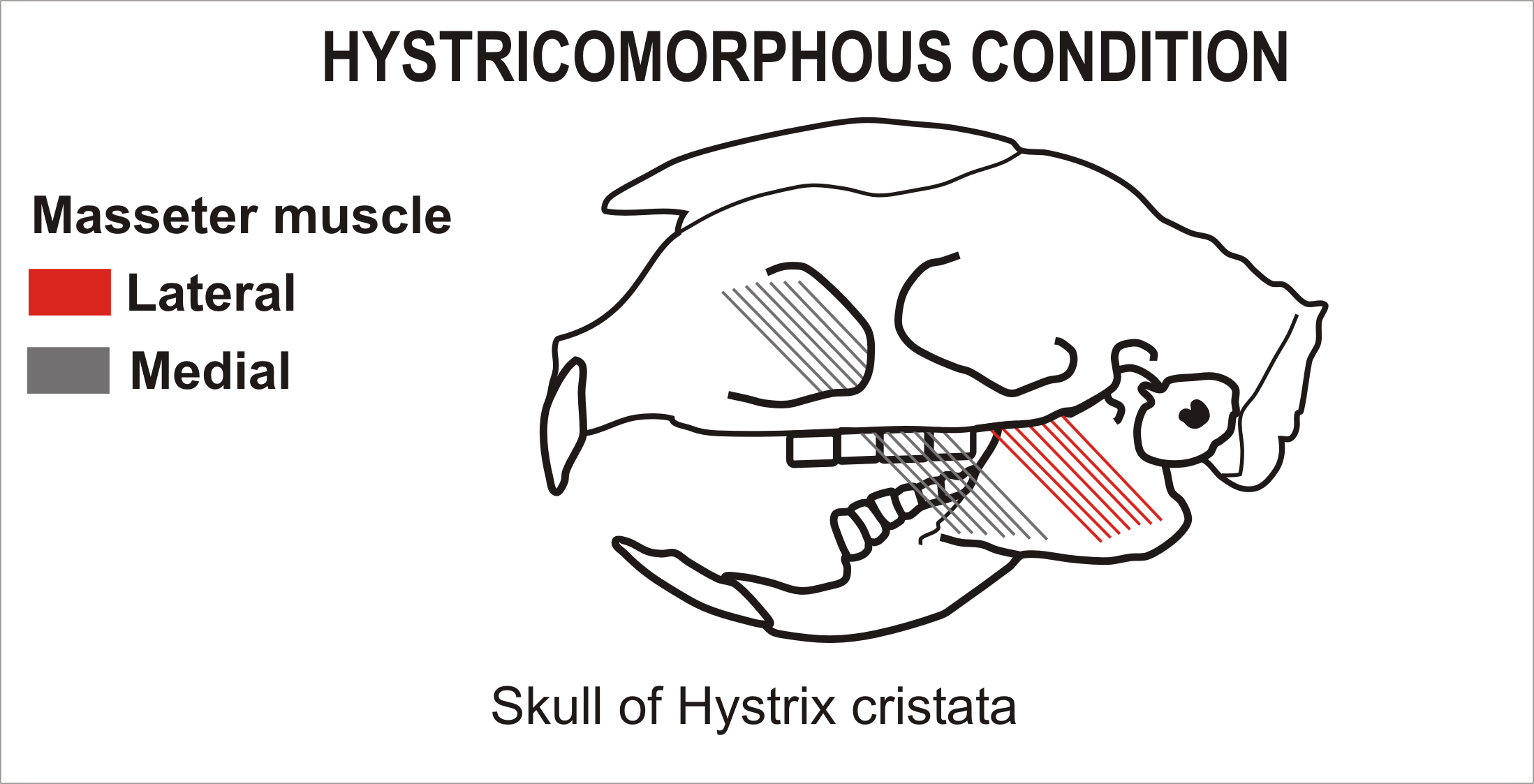
Fig.1

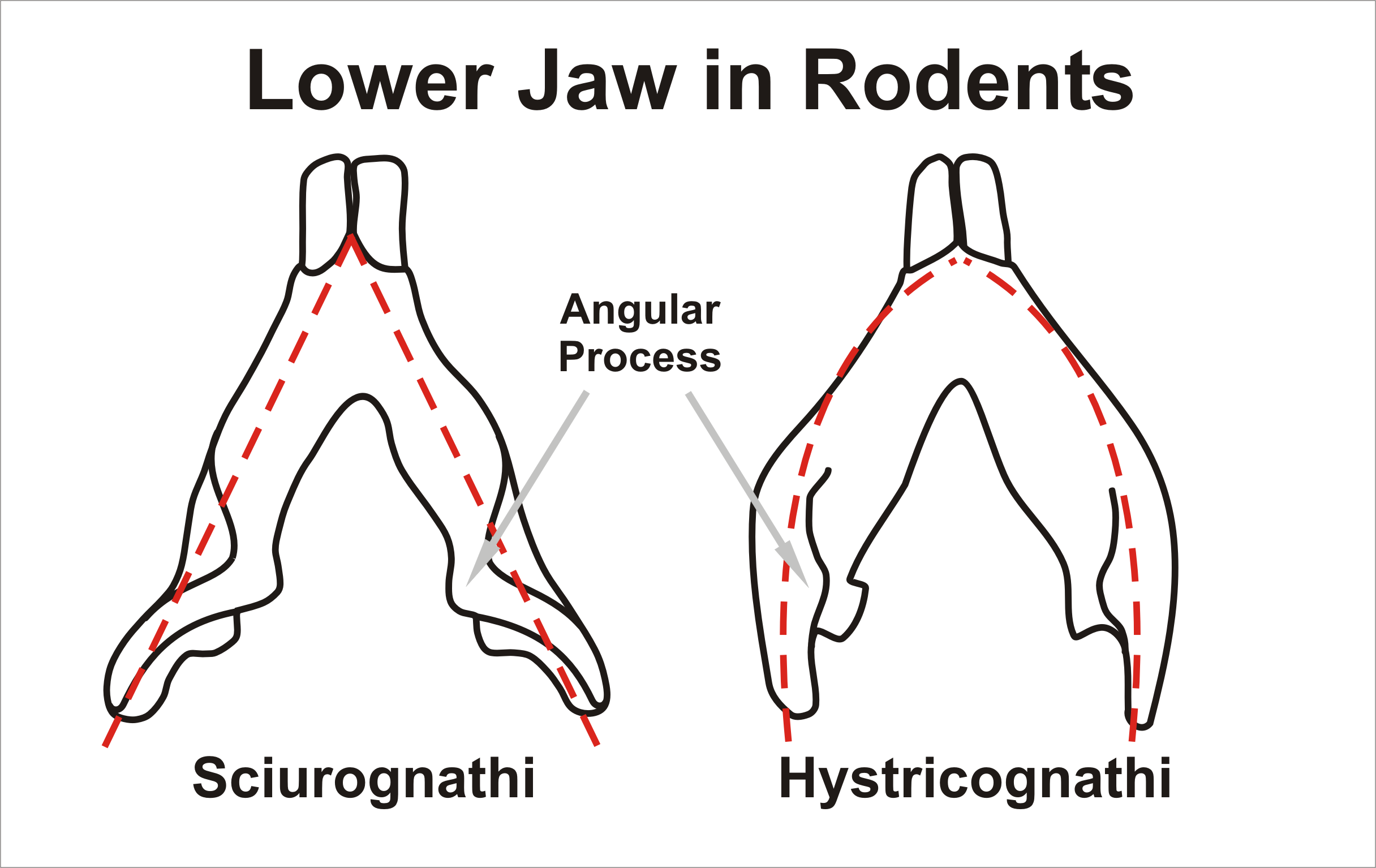
Fig.3

## Descrizione
Questo sottordine di roditori africani ha un'evidente consistenza dal punto di vista filogenetico, essendo probabilmente le due famiglie discendenti da una forma molto antica e primitiva di anomaluride che si evolse in Africa durante il Paleocene ed il Cretaceo, quando questo continente rimase a lungo isolato dall'Eurasia. Le due famiglie nonostante morfologicamente e comportamentalmente assai dissimili, hanno però alcune caratteristiche comuni molto interessanti come la combinazione tra la disposizione del muscolo masseterico di tipo istricognato (Fig.1) e la mandibola tipicamente sciurognata (Fig.2), condizione riscontrata soltanto nei Ctenodactyloidea e nei Dipodidae.
Il foro infraorbitale è grande e di forma ellittica, il cranio è robusto, appiattito dorsalmente, con il rostro breve e le arcate zigomatiche curvate verso l'esterno, caratteri che donano a questi animali una testa grande, larga e con il muso corto. La coda è generalmente folta. I denti masticatori sono sempre quattro su ogni semi-arcata, mentre i piccoli ossicini dell'orecchio, l'incudine ed il martello non sono fusi tra loro. Le due famiglie si distinguono dalla presenza di scaglie alla base ventrale della coda negli Anomaluridi e da una spiccata morfologia adattata all'andatura saltante nei Pedetidi.

## Distribuzione
Il sottordine è diffuso nell'Africa subsahariana.

## Tassonomia
Gli Anomaluromorfi comprendono 2 famiglie viventi ed altrettante estinte:
- Zegdoumyidae †
  - Sono presenti due file di scaglie nella parte ventrale della base della coda. La maggior parte delle specie presenta un patagio.
    - Anomaluridae

  - Le zampe anteriori sono notevolmente allungate.
    - Pedetidae
    - Parapedetidae †